# Dahlem (Niedersachsen)
Dahlem ist eine Gemeinde im Landkreis Lüneburg in Niedersachsen.

## Geografie

### Lage
Dahlem liegt am Westrand des Naturparks Wendland.Elbe. Die Gemeinde gehört der Samtgemeinde Dahlenburg an, die ihren Verwaltungssitz in dem Flecken Dahlenburg hat.

### Gemeindegliederung
Die Gemeinde Dahlem gliedert sich in folgende Ortsteile:
1. Dahlem (Kernort)
2. Harmstorf
3. Köstorf
4. Marienau

## Geschichte

### Ortsname
Alte Bezeichnungen von Dahlem waren 1330–1352 Dalem, 1355 Dalem und 1380 Dalem. Es gibt zwei Möglichkeiten der Namensdeutung. Entweder ist Dahlem auf einen slawischen Namen zurückzuführen oder es bedeutet „Tal und "Weideplatz“ (aus „Dal-ham“). Dahlem ist am einfachsten zu erklären mit „Siedlung im Tal“ („Dal-hem“).

### Eingemeindungen
Zur Gebietsreform in Niedersachsen wurden die Gemeinden Harmstorf und Köstorf am 1. März 1974 in die Gemeinde Dahlum eingegliedert.

### Einwohnerentwicklung
| Jahr | Einwohner | Quelle |
| ---- | --------- | ------ |
| 1910 | 166       | [ 4 ]  |
| 1925 | 185       | [ 5 ]  |
| 1933 | 279       | [ 5 ]  |
| 1939 | 246       | [ 5 ]  |
| 1950 | 413       | [ 6 ]  |
| 1956 | 268       | [ 6 ]  |
| 1973 | 401       | [ 7 ]  |
| 1975 | 0810 ¹    | [ 8 ]  |
| 1980 | 0844 ¹    | [ 8 ]  |

| Jahr | Einwohner | Quelle |
| ---- | --------- | ------ |
| 1985 | 697 ¹     | [ 8 ]  |
| 1990 | 480 ¹     | [ 8 ]  |
| 1995 | 526 ¹     | [ 8 ]  |
| 2000 | 513 ¹     | [ 8 ]  |
| 2005 | 529 ¹     | [ 8 ]  |
| 2010 | 506 ¹     | [ 8 ]  |
| 2015 | 599 ¹     | [ 8 ]  |
| 2018 | 628 ¹     | [ 8 ]  |
| 0    | 0         | 0      |

¹ jeweils zum 31. Dezember
|  |

## Politik

### Wahlkreise
Die Gemeinde Dahlem gehört zum Landtagswahlkreis 48 Elbe und zum Bundestagswahlkreis 38 Lüchow-Dannenberg – Lüneburg.

### Gemeinderat
Der Rat der Gemeinde Dahlem besteht aus neun Ratsmitgliedern. Dies ist die festgelegte Anzahl für die Mitgliedsgemeinde einer Samtgemeinde mit einer Einwohnerzahl zwischen 501 und 1000 Einwohnern. Die Ratsmitglieder werden durch eine Kommunalwahl für jeweils fünf Jahre gewählt. Die aktuelle Amtszeit begann am 1. November 2021 und endet am 31. Oktober 2026.
Die letzte Kommunalwahl 2021 ergab das folgende Ergebnis:
- Dahlemer Liste (DL): 9 Sitze

Vorherige Sitzverteilungen:
| Wahljahr                                                            | DL | EB | Gesamt  |
| 2016                                                                | 8  | 1  | 9 Sitze |
| __________________________ DL: Dahlemer Liste; EB 2016: Elke Allers |    |    |         |

### Bürgermeisterin
Die ehrenamtliche Bürgermeisterin ist Elke Allers (DL). Ihre Stellvertreter sind Elisabeth Hohensee und Hartmut Seyfried (beide DL).

### Wappen
| Wappen von Dahlem | Blasonierung: „In gespaltenem Schilde vorn in Grün vier verstreute goldene Eicheln, hinten in Rot eine aufrechte goldene Ähre und unten in einer eingebogenen, silbernen Spitze ein goldenes Mühlrad, unten beidseitig begleitet von blauen Doppelwellen.“                                                                          |
| Wappen von Dahlem | Wappenbegründung: Das Wappen der Gemeinde zeigt die 4 Gemeindeteile in Form von stilisierten Eicheln, die überwiegend ländliche Prägung durch die stilisierte Ähre, die Wassermühle in Marienau mit dem Wasserrad und die Neetze so wie den Harmstorfer Bach in Form der beiden seitlich des Wasserrades dargestellten Doppelwelle. |

## Wirtschaft und Infrastruktur

### Verkehr
Zur Bundesstraße B 216 Lüneburg–Dahlenburg–Dannenberg (Elbe), die südlich der Gemeinde liegt, sind es ca. 3 km.

### Bildung
Im Ortsteil Marienau der Gemeinde Dahlem befindet sich das 1923 vom jüdischen Reformpädagogen Max Bondy gegründete Landerziehungsheim Schule Marienau.

## Persönlichkeiten
Personen, die mit der Gemeinde in Verbindung stehen
- Max Bondy (1892–1951), jüdischer Reformpädagoge und Mitbegründer der Landerziehungsheime, gründete das Landerziehungsheim Schule Marienau
- Oswald zu Münster (1917–2003), Fotograf, war Schüler in dem Landerziehungsheim Schule Marienau
- Anneliese Knoop-Graf (1921–2009), jüngere Schwester von Willi Graf, der zum Kern der studentischen Widerstandsgruppe Weiße Rose gehörte, von 1946 bis 1969 führte sie mit Bernhard Knoop das Landerziehungsheim Marienau
- Henry Makowski (1927–2023), Naturkundler und Autor von Büchern und Filmen, lebte in Dahlem
- Hildegard Baumgart (* 1929), Romanistin, Übersetzerin und Autorin, war Schülerin in dem Landerziehungsheim Schule Marienau
- Dirk Sager (1940–2014), Journalist, war Schüler in dem Landerziehungsheim Schule Marienau
- Wolf-Dieter Hasenclever (* 1945), Politiker (SPD, AUD, Grüne, zuletzt FDP) und Pädagoge